# Obstoj in gladkost rešitev Navier-Stokesovih enačb
Obstoj in gladkost rešitev Navier-Stokesovih enačb je problem, ki obravnava matematične značilnosti rešitev Navier-Stokesovih enačb, sistema parcialnih diferencialnih enačb, ki opisuje gibanje tekočine v prostoru. Rešitve Navier-Stokesovih enačb se rabijo v mnogih praktičnih uporabah. Vendar je teoretično razumevanje rešitev teh enačb nepopolno. Rešitve Navier-Stolesovih enačb velikokrat še posebej vsebujejo turbulenco, ki ostaja ena od največjih nerešenih problemov v fiziki, navkljub njenemu izjemnemu pomenu v znanosti in tehniki.
Nikoli niso dokazali še bolj osnovne (in na videz intuitivne) značilnosti rešitev Navier-Stokesovih enačb. Za trirazsežni sistem enačb in glede na nekatere začetne pogoje matematiki niso dokazali, da vedno obstajajo gladke rešitve, niti niso našli nasprotnih primerov. To se imenuje problem obstoja in gladkosti rešitev Navier-Stokesovih enačb.
Ker razumevanje Navier-Stokesovih enačb velja za prvi korak k razumevanju izmuzljivega fenomena turbulence, je Clayjev matematični inštitut maja 2000 uvrstil ta problem med svojih sedem problemov tisočletne nagrade v matematiki. Ponudil je nagrado v višini 1.000.000 ameriških dolarjev tistemu, ki bi prvi ponudil rešitev za določeno izjavo problema:

Dokažite ali navedite nasprotni primer naslednje izjave: 

V treh prostorskih razsežnostih in času, glede na začetno hitrostno polje, obstajata vektorska hitrost in skalarno tlačno polje, ki sta oba gladka in globalno definirana, ter rešujeta Navier-Stokesove enačbe.

## Navier-Stokesove enačbe
Navier-Stokesove enačbe so v matematiki sistem nelinearnih parcialnih diferencialnih enačb za abstraktna vektorska polja poljubne velikosti. V fiziki in tehniki so sistem enačb, ki modelirajo gibanje tekočin ali nerazredčenih plinov (v katerih je srednja prosta pot dovolj kratka, da se jih lahko obravnava kot zvezne in ne kot zbirko delcev) s pomočjo mehanike kontinuumov. Enačbe so izjava drugega Newtonovega zakona s silami, modeliranimi glede na sile v viskozni newtonski tekočini – kot vsota prispevkov tlaka, viskozne napetosti in zunanje telesne sile. Ker je postavitev problema, ki jo je predlagal Clayjev matematični inštitut, v treh razsežnostih za nestisljivo in homogeno tekočino, je v nadaljevanju obravnavan le ta primer.
Naj je {\displaystyle \mathbf {v} ({\boldsymbol {x}},t)\!\,} trirazsežno vektorsko polje – hitrost tekočine, in naj je {\displaystyle p({\boldsymbol {x}},t)\!\,} tlak tekočine. Navier-Stokesove enačbe so:
{\displaystyle {\frac {\partial \mathbf {v} }{\partial t}}+(\mathbf {v} \cdot \nabla )\mathbf {v} =-{\frac {1}{\rho }}\nabla p+\nu \Delta \mathbf {v} +\mathbf {f} ({\boldsymbol {x}},t)\!\,,}
kjer je {\displaystyle \nu >0\!\,} kinematična viskoznost, {\displaystyle \mathbf {f} ({\boldsymbol {x}},t)} zunanja volumetrična sila, {\displaystyle \nabla \!\,} operator gradienta in {\displaystyle \displaystyle \Delta \!\,} Laplaceov operator, ki se označuje tudi kot {\displaystyle \nabla \cdot \nabla \!\,} ali {\displaystyle \nabla ^{2}\!\,}. To je vektorska enačba – ima tri skalarne enačbe. Če se zapišejo koordinate hitrosti in zunanje sile:
{\displaystyle \mathbf {v} ({\boldsymbol {x}},t)={\big (}\,v_{1}({\boldsymbol {x}},t),\,v_{2}({\boldsymbol {x}},t),\,v_{3}({\boldsymbol {x}},t)\,{\big )}\,,\qquad \mathbf {f} ({\boldsymbol {x}},t)={\big (}\,f_{1}({\boldsymbol {x}},t),\,f_{2}({\boldsymbol {x}},t),\,f_{3}({\boldsymbol {x}},t)\,{\big )}\!\,,}
potem za vsak {\displaystyle i=1,2,3\!\,} obstaja odgovarjajoča skalarna Navier-Stokesova enačba:
{\displaystyle {\frac {\partial v_{i}}{\partial t}}+\sum _{j=1}^{3}{\frac {\partial v_{i}}{\partial x_{j}}}v_{j}=-{\frac {1}{\rho }}{\frac {\partial p}{\partial x_{i}}}+\nu \sum _{j=1}^{3}{\frac {\partial ^{2}v_{i}}{\partial x_{j}^{2}}}+f_{i}({\boldsymbol {x}},t)\!\,.}
Neznani količini sta hitrost {\displaystyle \mathbf {v} ({\boldsymbol {x}},t)\!\,} in tlak {\displaystyle p({\boldsymbol {x}},t)\!\,}. Ker gre za tri razsežnosti, obstajajo tri enačbe in štiri neznane količine (tri skalarne hitrosti in tlak), tako da je potrebna dodatna enačba. Ta dodatna enačba je kontinuitetna enačba za nestisljive tekočine, ki opisuje ohranitev mase tekočine:
{\displaystyle \nabla \cdot \mathbf {v} =0\!\,.}
Zaradi te zadnje značilnosti se rešitve za Navier-Stokesove enačbe iščejo v množici solenoidnih (»brezdivergenčnih«) funkcij. Za tak tok homogenega sredstva sta gostota in viskoznost konstantni.
Ker se pojavi le njegov gradient, se lahko tlak {\displaystyle p\!\,} odpravi tako, da se vzame rotor obeh strani Navier-Stokesovih enačb. V tem primeru se Navier-Stokesove enačbe reducirajo na enačbe vrtinčenja in transporta.

## Dve postavitvi: neomejeni in periodični prostor
Obstajata dve različni postavitvi za enomilijonsko nagrado problema obstoja in gladkosti rešitev Navier-Stokesovih enačb. Izvirni problem je v celotnem prostoru {\displaystyle \mathbb {R} ^{3}\!\,}, ki potrebuje dodatne pogoje za obnašanje rasti začetnega pogoja in rešitve. Da bi se izključile težave v neskončnosti, se lahko Navier-Stokesove enačbe postavi v periodični okvir, kar pomeni, da ne delujejo več na celotnem prostoru {\displaystyle \mathbb {R} ^{3}\!\,} ampak v trirazsežnem svitku {\displaystyle \mathbb {T} ^{3}=\mathbb {R} ^{3}/\mathbb {Z} ^{3}\!\,}. Vsak primer bo obravnavan posebej.

## Izjava problema v celotnem prostoru

### Domneve in pogoji rasti
Predpostavi se, da je začetni pogoj {\displaystyle \mathbf {v} _{0}(x)\!\,} takšna gladka funkcija brez divergence, da za vsak multiindeks {\displaystyle \alpha \!\,} (glej multiindeksni zapis) in vsak {\displaystyle K>0\!\,} obstaja takšna konstanta {\displaystyle C=C(\alpha ,K)>0\!\,}, da velja:
{\displaystyle \vert \partial ^{\alpha }\mathbf {v} _{0}(x)\vert \leq {\frac {C}{(1+\vert x\vert )^{K}}}\qquad \!\,} za vse {\displaystyle \qquad x\in \mathbb {R} ^{3}\!\,.}
Za zunanjo silo {\displaystyle \mathbf {f} (x,t)\!\,} se prav tako predpostavi, da je gladka funkcija in zanjo velja zelo podobna neenakost (zdaj multiindeks vključuje tudi odvode po času):
{\displaystyle \vert \partial ^{\alpha }\mathbf {f} (x,t)\vert \leq {\frac {C}{(1+\vert x\vert +t)^{K}}}\qquad \!\,} za vse {\displaystyle \qquad (x,t)\in \mathbb {R} ^{3}\times [0,\infty )\!\,.}
Za fizikalno sprejemljive pogoje so pričakovane vrste rešitev gladke funkcije, ki ne rastejo več kot {\displaystyle \vert x\vert \to \infty \!\,}. Točneje, podane so naslednje predpostavke:
1. {\displaystyle \mathbf {v} (x,t)\in C^{\infty }(\mathbb {R} ^{3}\times [0,\infty )),\qquad p(x,t)\in C^{\infty }(\mathbb {R} ^{3}\times [0,\infty ))\!\,}
2. obstaja takšna konstanta {\displaystyle E\in (0,\infty )\!\,}, da velja {\displaystyle \int _{\mathbb {R} ^{3}}\vert \mathbf {v} (x,t)\vert ^{2}\,\mathrm {d} x<E\!\,} za vse {\displaystyle t\geq 0\!\,}.

Pogoj 1 pomeni, da so funkcije gladke in globalno definirane, pogoj 2 pa pomeni, da je kinetična energija rešitve globalno omejena.

### Domneve tisočletne nagrade v celotnem prostoru
(A) Obstoj in gladkost rešitev Navier-Stokesovih enačb v {\displaystyle \mathbb {R} ^{3}\!\,}
Naj je {\displaystyle \mathbf {f} (x,t)\equiv 0\!\,}. Za kateri koli začetni pogoj {\displaystyle \mathbf {v} _{0}(x)\!\,}, ki zpolnjuje zgornje domneve, obstajajo gladke in globalno definirane rešitve Navier-Stokesovih enačb – obstajata vektor hitrosti {\displaystyle \mathbf {v} (x,t)\!\,} in tlak {\displaystyle p(x,t)\!\,}, ki izpolnjujeta zgornja pogoja 1 in 2.
(B) Zlom rešitev Navier-Stokesovih enačb v {\displaystyle \mathbb {R} ^{3}\!\,}
Obstajata takšen začetni pogoj {\displaystyle \mathbf {v} _{0}(x)\!\,} in zunanja sila {\displaystyle \mathbf {f} (x,t)\!\,}, da ne obstajata nobeni rešitvi {\displaystyle \mathbf {v} (x,t)\!\,} in {\displaystyle p(x,t)\!\,}, ki izpolnjujeta zgornja pogoja 1 in 2.

## Izjava periodičnega problema

### Domneve
Zdaj iskane funkcije so periodične v prostorskih spremenljivkah s periodo 1. Točneje, naj bo {\displaystyle e_{i}\!\,} enotski vektor v smeri {\displaystyle i\!\,}:
{\displaystyle e_{1}=(1,0,0)\,,\qquad e_{2}=(0,1,0)\,,\qquad e_{3}=(0,0,1)\!\,}.
Potem je {\displaystyle \mathbf {v} (x,t)} periodična v prostorskih spremenljivkah, če za kateri koli {\displaystyle i=1,2,3\!\,} potem velja:
{\displaystyle \mathbf {v} (x+e_{i},t)=\mathbf {v} (x,t)\qquad \!\,} za vse {\displaystyle \qquad (x,t)\in \mathbb {R} ^{3}\times [0,\infty )\!\,}.
Pri tem se upoštevajo koordinate mod 1. To omogoča delo ne na celotnem prostoru {\displaystyle \mathbb {R} ^{3}\!\,}, ampak na kvocientnem prostoru {\displaystyle \mathbb {R} ^{3}/\mathbb {Z} ^{3}\!\,}, ki se izkaže za trirazsežni svitek:
{\displaystyle \mathbb {T} ^{3}=\{(\theta _{1},\theta _{2},\theta _{3}):0\leq \theta _{i}<2\pi \,,\quad i=1,2,3\}\!\,}.

Sedaj se lahko domneve pravilno postavijo. Predpostavi se, da je začetni pogoj {\displaystyle \mathbf {v} _{0}(x)\!\,} gladka funkcija brez divergence, zunanja sila {\displaystyle \mathbf {f} (x,t)\!\,} pa se tudi predpostavi kot gladka funkcija. Vrsta rešitev, ki so fizikalno pomembne, so tiste za katere veljajo naslednji pogoji: 
1. {\displaystyle \mathbf {v} (x,t)\in C^{\infty }(\mathbb {T} ^{3}\times [0,\infty )),\qquad p(x,t)\in C^{\infty }(\mathbb {T} ^{3}\times [0,\infty ))\!\,}
2. obstaja takšna konstanta {\displaystyle E\in (0,\infty )\!\,}, da velja {\displaystyle \int _{\mathbb {T} ^{3}}\vert \mathbf {v} (x,t)\vert ^{2}\,\mathrm {d} x<E\!\,} za vse {\displaystyle t\geq 0\!\,}.

Tako kot v prejšnjem primeru pogoj 3 pomeni, da so funkcije gladke in globalno definirane, pogoj 4 pa pomeni, da je kinetična energija rešitve globalno omejena.

### Periodični izreki tisočletne nagrade
(C) Obstoj in gladkost rešitev Navier-Stokesovih enačb v {\displaystyle \mathbb {T} ^{3}\!\,}
Naj je {\displaystyle \mathbf {f} (x,t)\equiv 0\!\,}. Za kateri koli začetni pogoj {\displaystyle \mathbf {v} _{0}(x)\!\,}, ki izpolnjuje zgornje domneve, obstajajo gladke in globalno definirane rešitve Navier-Stokesovih enačb – obstajata vektor hitrost {\displaystyle \mathbf {v} (x,t)\!\,} in tlak {\displaystyle p(x,t)\!\,}, ki zpolnjujeta zgornja pogoja 3 in 4.
(D) Zlom rešitev Navier-Stokesovih enačb v {\displaystyle \mathbb {T} ^{3}\!\,}
Obstajata takšen začetni pogoj {\displaystyle \mathbf {v} _{0}(x)\!\,} in zunanja sila {\displaystyle \mathbf {f} (x,t)\!\,}, da ne obstajata nobeni rešitvi {\displaystyle \mathbf {v} (x,t)\!\,} in {\displaystyle p(x,t)\!\,}, ki izpolnjujeta zgornja pogoja 3 in 4.

## Delni rezultati
1. Navier–Stokesov problem v dveh razsežnostih je bil rešen v 1960-ih: obstajajo gladke in globalno definirane rešitve.[2]
2. če je začetna hitrost {\displaystyle \mathbf {v} _{0}(x)\!\,} dovolj majhna, potem velja izjava: obstajajo gladke in globalno definirane rešitve Navier-Stokesovih enačb.[1]
3. glede na začetno hitrost {\displaystyle \mathbf {v} _{0}(x)\!\,} obstaja takšen končni čas {\displaystyle T\!\,}, odvisen od {\displaystyle \mathbf {v} _{0}(x)\!\,}  da imajo Navier-Stokesove enačbe na {\displaystyle \mathbb {R} ^{3}\times (0,T)\!\,} gladke rešitve {\displaystyle \mathbf {v} (x,t)\!\,} in {\displaystyle p(x,t)\!\,}. Ni znano, ali rešitve obstajajo po tistem »razstrelitvenem  času« {\displaystyle \!\,}.[1]
4. Jean Leray je leta 1934 dokazal obstoj takoimenovanih šibkih rešitev Navier-Stokesovih enačb, ki izpolnjujejo enačbe v srednji vrednosti in ne točkovno.[3]
5. Terence Tao je leta 2016 objavil rezultat s končnim razstrelitvenim časom za povprečno različico trirazsežne Navier-Stokesove enačbe. Zapisal je, da rezultat formalizira »prepreko superkritičnosti« za problem globalne pravilnosti za prave Navier-Stokesove enačbe, in trdil, da metoda dokazovanja namiguje na možno pot do vzpostavitve razstrelitve za prave enačbe.[4]

## V popularni kulturi
Nerešene probleme so uporabili za prikaz redke matematične nadarjenosti v leposlovju. Navier-Stokesov problem je predstavljen v knjigi The Mathematician's Shiva iz leta 2014, o prestižni, pokojni, izmišljeni matematičarki po imenu Rachela Karnokovitch, ki v znak protesta proti akademski sferi odnese dokaz v svoj grob.
Ameriški film Nadarjena (Gifted) iz leta 2017 se je skliceval na probleme tisočletne nagrade in se ukvarjal z matematično nadarjenostjo sedemletne deklice Mary in njene pokojne matere matematičarke Diane Adler, ki je rešila Navier-Stokesov problem.